# Ahdaskuru bro
Ahdaskuru bro (finska: Ahdaskurun silta) är en stenvalvbro som ligger i Kilpisjärvi i Enontekis i Finland, på den del av riksväg 21 som går mellan tullen och riksgränsen. Bron färdigställdes år 1943 och är den enda bron längs Kilpisjärvivägen som klarade sig undan förstörelse under Lapplandskriget. Ahdaskuru bro är en museibro och ingick i Museiverkets inventering av värdefulla byggda kulturmiljöer av riksintresse i inventeringen från 1993. Numera är bron inte längre med i invernetingslistan.
Brons totala längd är 7,5 meter, nyttobredden är 6,5 meter och det enda valvöppningens bredd är 2,5 meter. Den lilla bron är helt omgiven av snö och osynlig under vintern.

## Historia
Bron korsar en liten ravin. Den stenbyggda valvsbron färdigställdes år 1943 på uppdrag av Väg- och vattenbyggnadsstyrelsen. Tyska trupper som befann sig i Lappland under andra världskriget deltog i brobygget. När tyskarna drog sig tillbaka norrut förstörde de kommunikationerna bakom sig. Ahdaskuru bro skonades tack vare sin oansenlighet och avlägsna placering. Bron är den enda stenvalvsbron inom det tidigare Lapplands vägområde.
Bron ligger på en turistiskt attraktiv plats längs riksvägen som leder till Norge: bredvid bron finns en rastplats och runtom sträcker sig ett vackert fjällandskap. Ahdaskuru bro blev Finlands nordligaste museibro år 1983.